# Willie Britto
Dagou Willie Anderson Britto, noto semplicemente come Willie Britto (Tapéguhé, 15 dicembre 1996), è un calciatore ivoriano, difensore dell'ISCA.

## Caratteristiche tecniche
Terzino abile in fase difensiva, è bravo nei contrasti e nel tiro; è altresì dotato di una buona visione di gioco.

## Carriera

### Club
Il 4 luglio 2019, Britto ha firmato con l'FC Zürich un contratto di 4 anni. Ha fatto il suo debutto professionale con lo Zurigo in una sconfitta di 4-0 della Super League svizzera contro l'FC Lugano il 21 luglio 2019.

### Nazionale
Ha giocato 11 partite nella nazionale ivoriana.